# Grand Prix Formule 1 van Argentinië 1957
De Grand Prix Formule 1 van Argentinië 1957 werd gehouden op 13 januari op het Autódromo Oscar Alfredo Gálvez in Buenos Aires. Het was de eerste race van het seizoen.

## Uitslag
| Pos. | Nr. | Coureur                                         | Constructeur | Rondes | Tijd / Oorzaak uitval | Grid | Punten |
| ---- | --- | ----------------------------------------------- | ------------ | ------ | --------------------- | ---- | ------ |
| 1    | 2   | Juan Manuel Fangio                              | Maserati     | 100    | 3:00:55.9             | 2    | 8      |
| 2    | 6   | Jean Behra                                      | Maserati     | 100    | +18,3 s               | 3    | 6      |
| 3    | 8   | Carlos Menditeguy                               | Maserati     | 99     | +1 Ronde              | 8    | 4      |
| 4    | 22  | Harry Schell                                    | Maserati     | 98     | +2 Rondes             | 9    | 3      |
| 5    | 20  | Alfonso de Portago José Froilán González        | Ferrari      | 98     | +2 Rondes             | 10   | 1      |
| 6    | 18  | Cesare Perdisa Peter Collins Wolfgang von Trips | Ferrari      | 98     | +2 Rondes             | 11   |        |
| 7    | 24  | Joakim Bonnier                                  | Maserati     | 95     | +5 Rondes             | 13   |        |
| 8    | 4   | Stirling Moss                                   | Maserati     | 93     | +7 Rondes             | 1    | 1S     |
| 9    | 26  | Alessandro de Tomaso                            | Ferrari      | 91     | +9 Rondes             | 12   |        |
| 10   | 28  | Luigi Piotti                                    | Maserati     | 90     | +10 Rondes            | 14   |        |
| NF   | 14  | Eugenio Castellotti                             | Ferrari      | 75     | Wiel                  | 4    |        |
| NF   | 16  | Mike Hawthorn                                   | Ferrari      | 35     | Koppeling             | 7    |        |
| NF   | 12  | Luigi Musso                                     | Ferrari      | 31     | Koppeling             | 6    |        |
| NF   | 10  | Peter Collins                                   | Ferrari      | 26     | Koppeling             | 5    |        |

## Statistieken
| Pole-position | Stirling Moss | Maserati | 1:42.6 |
| Snelste ronde | Stirling Moss | Maserati | 1:44.7 |

## Afbeeldingen

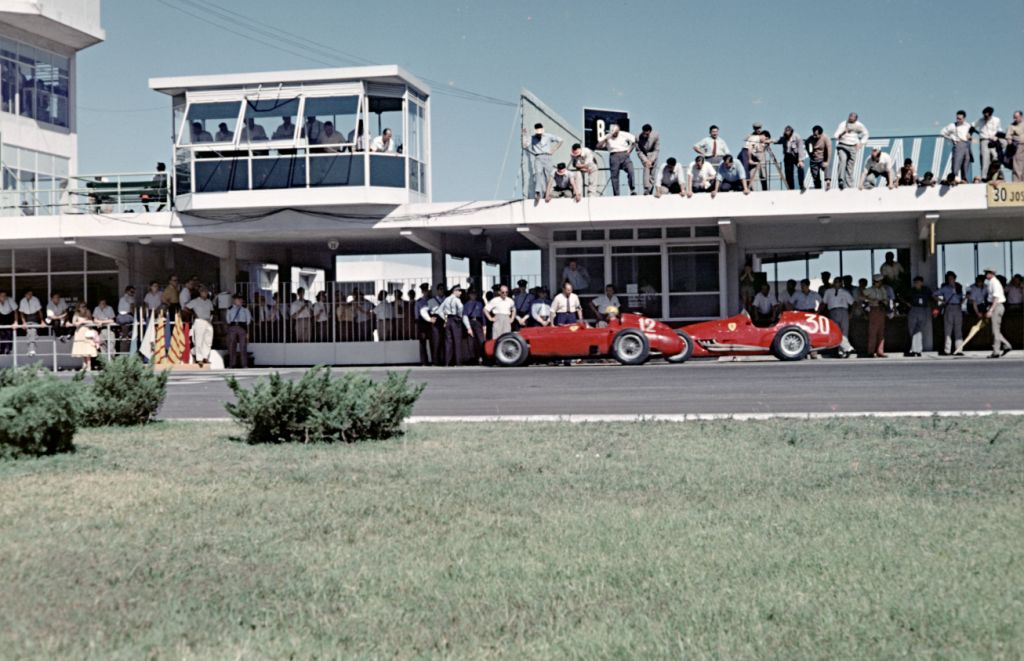
De Lancia Ferrari's van Luigi Musso (#12) en José Froilán González (#30)
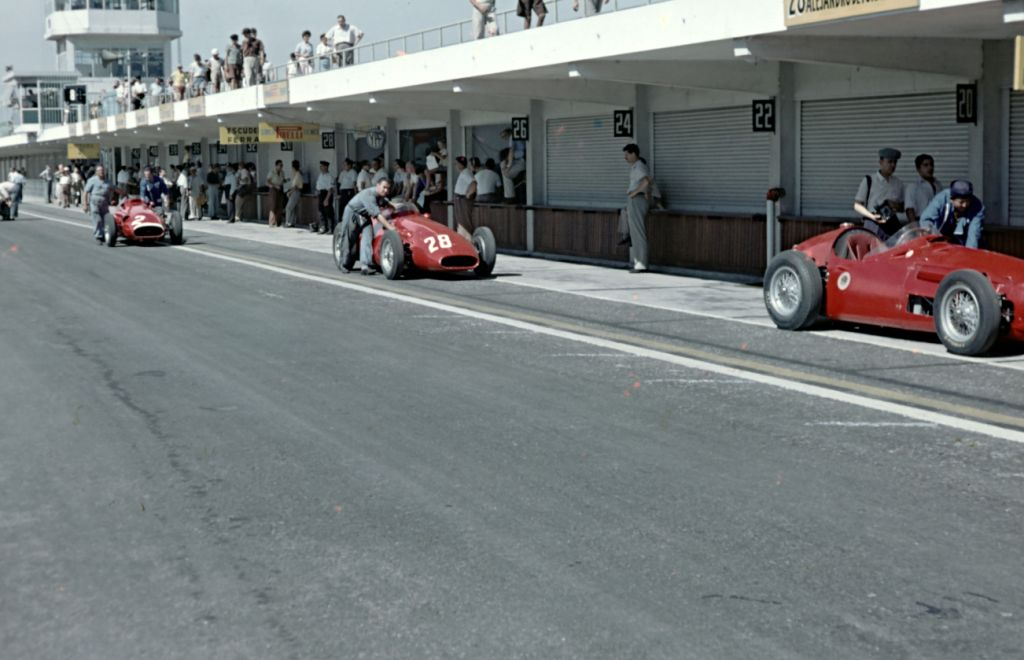
De Maserati's van Juan-Manuel Fangio (#2) en Luigi Piotti (#28)
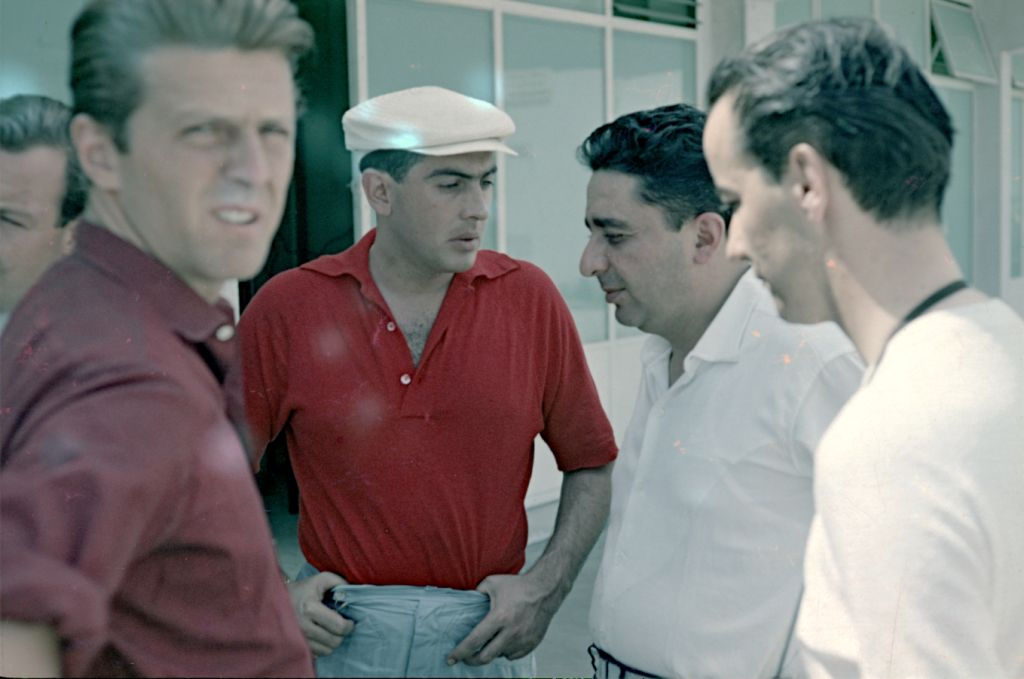
Coureurs Wolfgang von Trips (links), Luigi Musso (midden) en Harry Schell (rechts)
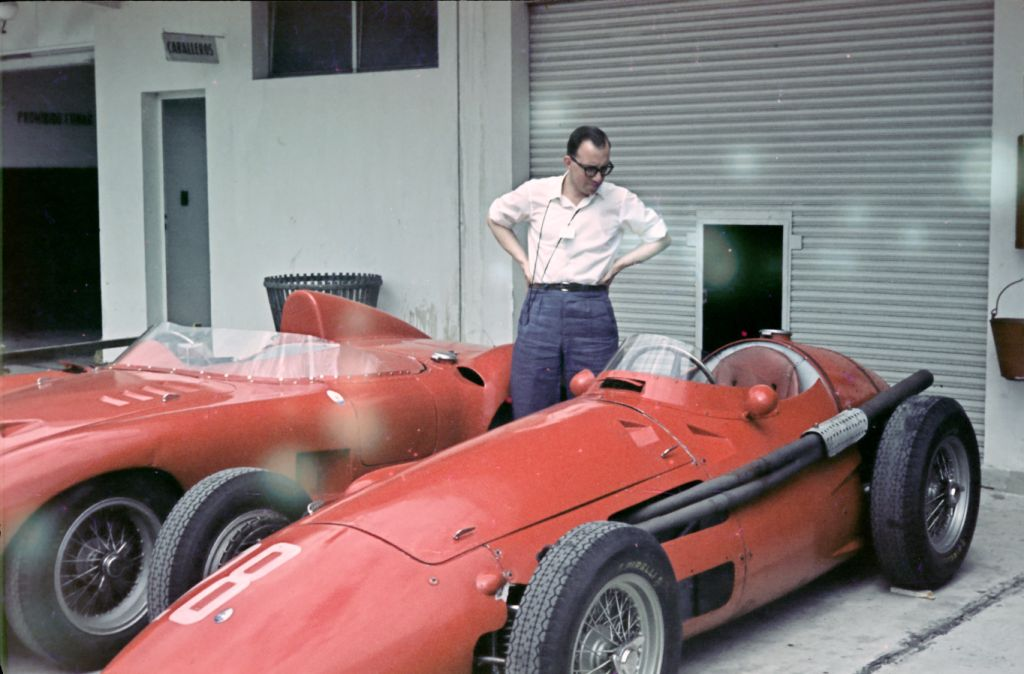
Ferrari en Maserati in het Parc Fermé
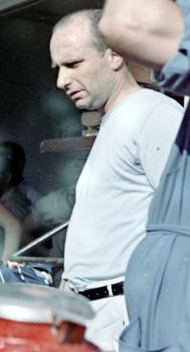
Race winnaar Juan-Manuel Fangio in de pits

## Noot
- Dit was het debuut voor de Argentijnse coureur Alejandro de Tomaso.
- Vijftigste Grand Prix-start voor een Franse coureur.
- Eerste podiumplaats voor Carlos Menditeguy.
- Dit was de vierde (opeenvolgende) winst voor Juan Manuel Fangio van zijn thuisrace: de Grote Prijs van Argentinië
- Juan Manuel Fangio was voor de 25ste keer leider van het wereldkampioenschap.

1953 · 1954 · 1955 · 1956 · 1957 · 1958 · 1960 · 1971 · 1972 · 1973 · 1974 · 1975 · 1977 · 1978 · 1979 · 1980 · 1981 · 1995 · 1996 · 1997 · 1998